# Панкеєв Сергій Костянтинович
Сергій Костянтинович Панкеєв (рос. Серге́й Константи́нович Панке́ев); * 24 грудня 1886, Каховка — пом.  7 травня 1979, Відень) — український поміщик, юрист, перекладач та художник-аматор. Здобув популярність як найвідоміший пацієнт Зигмунда Фрейда. Книга Фрейда «З історії одного дитячого неврозу» присвячена саме опису хвороби С.Панкеєва. З метою збереження анонімності, доктор у своїх роботах називав Панкеєва «Людина-вовк» (нім. Der Wolfsmann).

## Життєпис
Сергій Панкеєв народився 24 грудня 1886 року (7 січня 1887 року за н.с.) в Каховці в родині поміщика.

### Сім'я
Батько — Костянтин Матвійович Панкеєв (1860 — 02.07.1908). Дворянин, спадковий почесний громадянин, титулярний радник, Алешковский 2-ї гільдії купець, великий землевласник, одеський домовласник (вулиця Маразлієвська, будинок № 20, архітектор Л. Л. Влодек, 1890-і рр., Пам'ятник архітектури), авторитетний голосний Одеської Міської думи (був обраний на чотирирічний термін 1905—1908), видавець, людина широко освічена, власник вельми популярного в мистецькому середовищі маєтку у Василівці.

Мати — Олександра Семенівна (1863 — травень, 1953), уроджена Шаповалова. Після революції емігрувала разом із Сергієм до Відня.

Сестра — Ганна Панкеєва (1884—1906).

### Раннє життя

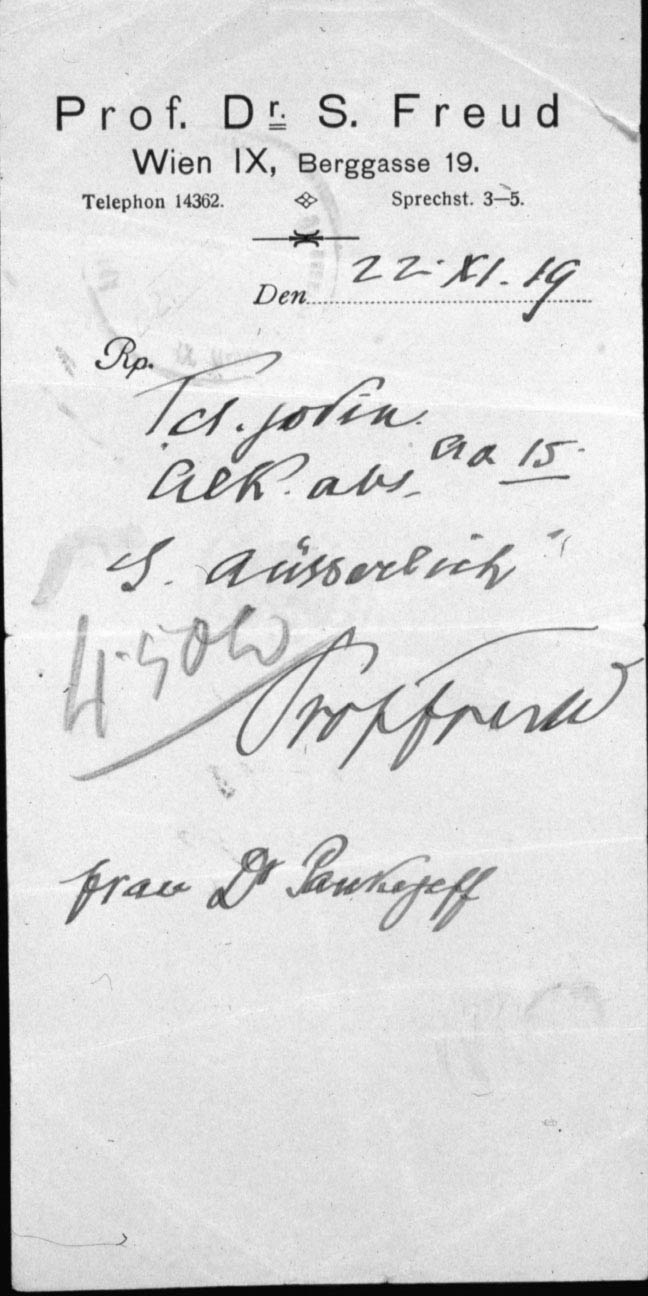
Рецепт доктора Фрейда Сергію Панкеєву

З 1886 по 1891 рік родина Панкеєвих жили у своєму маєтку у Каховці, Згодом, у 1891 році батьки придбали будинок в Одесі, а також у спадкоємців генерал-майора Василя Петровича Дубецького палац-садибу в селі Василівка під Одесою і переїхали туди.

З 1898 по 1905 рік Сергій навчався в 5-й гімназії в Одесі, яку закінчив з відзнакою.

Відразу після закінчення гімназії, Сергій разом з матір'ю і старшою сестрою Ганною, яка була на два роки старша за нього, зробив подорож по Європі. В Одесі в цей час було неспокійно: йшов страйк, яким судилося увійти в Історію під ім'ям Першої російської революції.

У 1905 році вступив на юридичний факультет Новоросійського університету, а у 1907 перевівся на фізико-математичний факультет Санкт-Петербурзького університету, де значився до 1909 року.

У 1906 році сестра Ганна покінчила життя самогубством після відвідин місця дуелі М. Ю. Лермонтова в П'ятигорську.

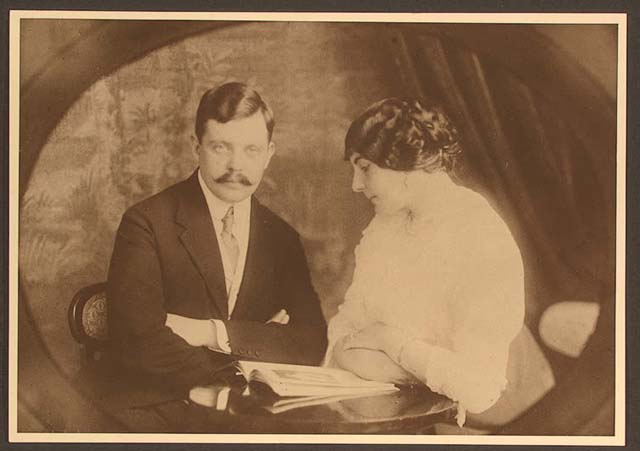
Сергій Панкеєв разом із дружиною Терезою Келлер

### Хвороба
Після смерті сестри та особистих переживань в 1907 році у Сергія з'явилися ознаки депресії. За порадою батька він звернувся до російського психіатра Володимира Бехтерева і німецького психіатра Еміля Крепелина. Сергій лікувався в німецькому санаторії в Мюнхені, де познайомився зі своєю майбутньою дружиною Терезою Келлер (вона працювала в санаторії медсестрою). 7 липня 1908 року в Москві через передозування снодійного веронал помер його батько. У 1910—1914 роках Сергій Панкеєв лікувався у Зигмунда Фрейда.
Після Фрейда Сергій лікувався у психоаналітиків Мюрієл Гардінер (Muriel Gardiner) і Рут Мак Брунсвік (Ruth Mack Brunswick, учениці Фрейда).

### В еміграції
У червні 1914 року повернувся до Одеси. Склав екстерном випускні іспити на юридичному факультеті Новоросійського університету. У 1918 році експонував етюди на XVIII виставці ТПРХ.
У 1919 році, втративши всі свої статки та положення, емігрував і оселився у Відні, де працював страховим агентом.
31 березня 1938 року незабаром після аншлюсу Австрії його дружина Тереза Келлер покінчила життя самогубством отруївшись газом.
У 1947 році отримав австрійське громадянство. До пенсії працював клерком в страховій компанії. У 1950 році вийшов на пенсію. У 1953 році у віці 89 років померла його мати, з якою вони проживали разом в маленькій квартирі у Відні. Все життя на аматорському рівні займався живописом. Роботи купувалися європейськими та американськими психіатрами.
Залишив літературно-психологічні записки, в яких виступив з критикою поглядів Фрейда.
Помер 7 травня 1979 року у віці 92 років. Похований у Відні.

## Цікаві факти
Відомий український художник Герасим Головков з 1898 року був домашнім вчителем з малювання Сергія Панкеєва, а згодом й другом.